# Patrick Roberts
Patrick John Joseph Roberts, född 5 februari 1997, är en engelsk fotbollsspelare som spelar för Sunderland.

## Karriär
Roberts debuterade för Fulham i Premier League den 22 mars 2014 mot Manchester City. Matchen slutade med en 5–0-förlust för Fulham och Roberts debuterade i den 55:e minuten när han byttes in mot Alexander Kačaniklić.
Den 19 juli 2015 blev Roberts klar för Manchester City. Den 30 maj 2019 lånades Roberts ut till Norwich City på ett låneavtal över säsongen 2019/2020. Den 2 januari 2020 lånades han istället ut till Middlesbrough på ett låneavtal över resten av säsongen 2019/2020. Den 1 februari 2021 lånades Roberts ut till Derby County på ett låneavtal över resten av säsongen 2020/2021. Den 31 augusti 2021 lånades han ut till franska Troyes.
Den 21 januari 2022 värvades Roberts av League One-klubben Sunderland, där han skrev på ett halvårskontrakt.